# Kamenný vrch (Orlické hory)
Kamenný vrch (1037 m n. m., německy Hüttenberg) je hora v Orlických horách. Nachází se v jedné z nemnoha rozsoch Orlického hřbetu, konkrétně ve Vrchmezském hřbetu přibližně kilometr jižně od Sedloňovského vrchu. Kamenný vrch je kupovitý vrchol severně od Deštného v Orlických horách. Je tvořen rulou a svorem.

## Zajímavosti
V sedle mezi Sedloňovským a Kamenným vrchem se nachází Sedloňovský černý kříž, vztyčený na počest rakouského ministra orby Jeronýma hraběte z Mansfeldu, a srub, jenž sloužil jako kantýna pro dělníky stavějící ve 30. letech pohraniční opevnění.
Západním úbočím hory prochází linie lehkého opevnění ze 30. let. Pod východními svahy hory leží v údolí osada Šerlišský Mlýn s lyžařským areálem.